# Troja
I Troja o Troya o Troia erano una famiglia del patriziato astigiano appartenente al partito guelfo.
Nobili "de hospitio", sono classificati nel gruppo di famiglie nobili astigiane delle Casane astigiane, che in seguito al commercio ed all'attività feneratizia in tutta l'Europa occidentale, si arricchirono notevolmente, contribuendo di conseguenza all'espansione del Comune astigiano  nel periodo medievale.
In particolare la famiglia Troya era comproprietaria di un importante banca a Lucerna con la famiglia De Monte, che rimase attiva fino al 1393. 
L'alleanza con i Visconti, permise al casato di aumentare notevolmente le proprie ricchezze, anche se la famiglia non fu mai di grandi dimensioni. Seppe  comunque produrre un costante numero di consiglieri comunali negli anni.

## Origini e sviluppo

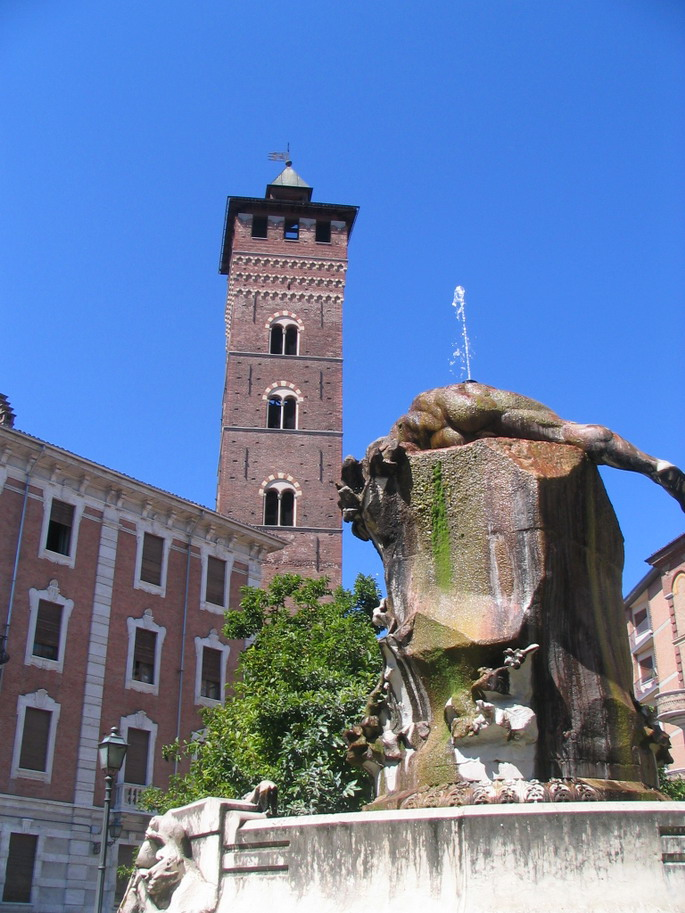
Asti, Piazza Medici, Torre Troyana e Palazzo del Governatore

Nella pace tra Manfredo di Saluzzo e la città di Asti, a presenziare l'avvenimento nel 1206, tra i credendari era presente un Pietro Troya cives astensis.
L'attività casaniera dei Troya venne descritta per la prima volta nel 1262: la municipalità di Treviri concesse alla famiglia il monopolio su tutte le attività di prestito e cambio della città per 10 anni.
Vincenzo Troya, nella seconda metà del XIII secolo divenne signore di Maretto.
Scoppiò la guerra civile in Asti e nel 1303, in seguito alla vittoria dei ghibellini De Castello, la famiglia fu costretta ad abbandonare la città.
Alla fine del XIII secolo, Guglielmo  ottenne uno dei tre banchi di pegno di Metz ed ebbe come cliente anche il duca di Lorena.
Nel XIV secolo a Colonia operò Tristano che ottenne dall'arcivescovo l'appalto della metà delle tasse di Bonn ed Andernach in seguito ad un cospicuo prestito in denaro.
Nel 1349, Tommaso Troya in società con Manfredo de Monte (o della Rocca), aprì un banco a Lucerna che gestì fino al 1393. La famiglia espanse le sue attività a Gand (con Antonio nel 1387), a Berna e Solothurne (Vincenzo all'inizio del XV secolo).
Anche sul versante piemontese la famiglia fu molto attiva: Tommaso ed i suoi figli prestarono denaro all'Abbazia di Vezzolano ed ottennero il banco di Chieri all'inizio del XIV secolo.

## Le abitazioni

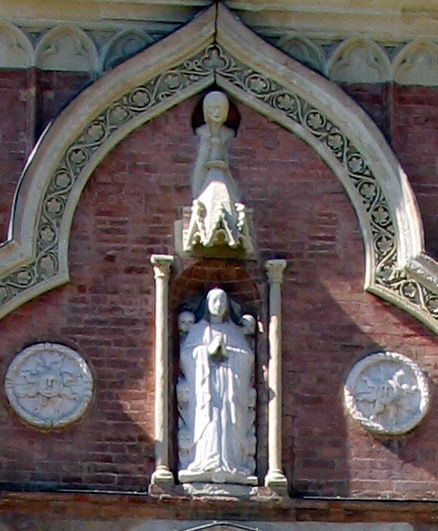
Cattedrale di Asti, Portale Pelletta, sopra la statua dell'Assunta la testa di "madama Troyana"

Le abitazioni dei Troya che nel 1303 furono costretti ad abbandonare, si trovano in piazza Medici: sono la Torre Troyana e il Palazzo del Governatore.
Il marchese di Saluzzo alleato con i ghibellini astigiani, giunto in città occupò il palazzo di Tommaso e Paolina Troya. Esso è attiguo alla Torre Troyana o dell'orologio che è uno dei simboli architettonici della città di Asti.
Nel 1560, il Palazzo divenne di proprietà del poeta Federico Asinari, conte di Camerano, mentre la torre passò di proprietà comunale.
Nell'Ottocento la campana della torre segnava le ore e la ritirata per la notte. Era anche il segnale dell'apertura delle scuole. In tempi più remoti, segnalava la chiusura delle botteghe e le punizioni che venivano comminate sulla pubblica piazza.
Verso il 1470, la Cattedrale di Asti, si arricchì di un magnifico e grandioso portale laterale, in gotico fiorito; l'opera, dice la tradizione, fu finanziata dalle famiglie Pelletta (ghibellina) e Troya (guelfa), a sancire un accordo matrimoniale e forse economico tra le due parti, i cui stemmi figurano ancora oggi nell'antiporta. 
Sotto l'arco trilobato dell'antiporta è presente una testa di donna scolpita che la tradizione vuole sia una nobildonna Troyana che concorse alla realizzazione del portale.
Per tutta la popolazione astigiana la figura è appellata con il nome di "madama Troyana" .

## Stemma
Essendo l'araldica astigiana frutto di un'aristocrazia prettamente urbana e mercatale, molti stemmi come quello dei Troya si ispirano al cognome della casata nella costituzione del proprio stemma.
In questo caso la troia (dal francese truie) cioè la femmina del maiale diventa  "arma parlante".
Scudo: D'oro alla troia di nero, ritta.